# Flynn Downes
Flynn Downes (Brentwood, 20 gennaio 1999) è un calciatore inglese, centrocampista del Southampton.

## Carriera

### Club

#### Ipswich Town
Cresciuto nel settore giovanile dell'Ipswich Town, debutta in prima squadra il 5 agosto 2017 in occasione dell'incontro di Championship vinto 1-0 contro il Birmingham City; dopo aver collezionato altri spezzoni di gioco nei mesi seguenti, nel febbraio 2018 viene ceduto in prestito semestrale al Luton Town.
Rientrato al club rossoblù, in breve tempo diventa una pedina importante del club, che non riesce tuttavia a mantenere la categoria retrocedendo in Football League One. Titolare anche la stagione seguente, non riesce ad ottenere la promozione con il club che si classifica undicesimo.

#### Swansea City e West Ham
Nell'estate del 2021 passa a titolo definitivo allo Swansea City.
Il 7 luglio 2022 viene acquistato dal West Ham Utd, con cui debutta in Europa Conference League nella vittoria contro l'FCSB.

#### Southampton
Il 21 agosto 2023 si trasferisce in prestito al Southampton dove diventa un giocatore importante per il ritorno del club inglese in Premier League. Il 16 agosto 2024 viene acquistato dal Southampton per 17 milioni di euro.

### Nazionale
Ha giocato nelle nazionali giovanili inglesi Under-19 ed Under-20.

## Statistiche

### Presenze e reti nei club
Statistiche aggiornate al 11 maggio 2023.
| Stagione            | Squadra             | Campionato          | Campionato | Campionato | Coppe nazionali | Coppe nazionali | Coppe nazionali | Coppe continentali | Coppe continentali | Coppe continentali | Altre coppe | Altre coppe | Altre coppe | Totale | Totale |
| Stagione            | Squadra             | Comp                | Pres       | Reti       | Comp            | Pres            | Reti            | Comp               | Pres               | Reti               | Comp        | Pres        | Reti        | Pres   | Reti   |
| ------------------- | ------------------- | ------------------- | ---------- | ---------- | --------------- | --------------- | --------------- | ------------------ | ------------------ | ------------------ | ----------- | ----------- | ----------- | ------ | ------ |
| 2017-gen. 2018      | Ipswich Town        | FLC                 | 10         | 0          | FACup+CdL       | 0+2             | 0               |                    | -                  | -                  |             | -           | -           | 12     | 0      |
| gen.-giu. 2018      | Luton Town          | FL2                 | 10         | 0          | FACup+CdL       | 0               | 0               |                    | -                  | -                  | EFL Trophy  | 0           | 0           | 10     | 0      |
| 2018-2019           | Ipswich Town        | FLC                 | 29         | 1          | FACup+CdL       | 1+0             | 0               |                    | -                  | -                  |             | -           | -           | 30     | 1      |
| 2019-2020           | Ipswich Town        | FL1                 | 29         | 2          | FACup+CdL       | 2+1             | 0               |                    | -                  | -                  | EFL Trophy  | 0           | 0           | 32     | 2      |
| 2020-2021           | Ipswich Town        | FL1                 | 24         | 0          | FACup+CdL       | 0+1             | 0               |                    | -                  | -                  | EFL Trophy  | 0           | 0           | 25     | 0      |
| Totale Ipswich Town | Totale Ipswich Town | Totale Ipswich Town | 92         | 3          |                 | 7               | 0               |                    |                    |                    |             | 0           | 0           | 99     | 3      |
| 2021-2022           | Swansea City        | FLC                 | 37         | 1          | FACup+CdL       | 1+1             | 0+0             |                    | -                  | -                  |             | -           | -           | 39     | 1      |
| 2022-2023           | West Ham Utd        | PL                  | 19         | 0          | FACup+CdL       | 2+1             | 0+0             | UECL               | 10                 | 0                  | -           | -           | -           | 32     | 0      |
| Totale carriera     | Totale carriera     | Totale carriera     | 158        | 3          |                 | 12              | 0               |                    | 10                 | 0                  |             | 0           | 0           | 180    | 4      |

## Palmarès

### Club
- UEFA Conference League: 1

West Ham Utd: 2022-2023